# AW Ursae Majoris
AW Ursae Majoris (AW UMa / HD 99946 / HIP 56109 / SAO 62579) es una estrella variable de la constelación de la Osa Mayor. Situada cerca del límite con Leo, se localiza a 3º de Alula Australis (ξ Ursae Majoris) y a igual separación de 62 Ursae Majoris. Se encuentra a 215 años luz del sistema solar.
AW Ursae Majoris ha sido tradicionalmente clasificada como una estrella binaria de contacto, es decir, la proximidad entre ambas componentes hace que compartan sus capas exteriores.
Sin embargo, estudios recientes señalan que en realidad las estrellas no están en contacto —no llegan a llenar sus lóbulos de Roche—, pero parece existir un anillo luminoso de materia que abarca todo el sistema.
El tipo espectral de AW Ursae Majoris es F0 o F2 y el período orbital de esta binaria es de 0,4387 días.
La temperatura efectiva de la primaria es de 6980 K.
Es uno de los sistemas en donde la relación entre las masas de las componentes es menor (q ~ 0,10), semejante al de ε Coronae Australis y GR Virginis.
La actual estrella primaria —la más masiva— tiene una masa aproximada de 1,6 masas solares y una luminosidad 6,6 veces mayor que la del Sol, siendo una estrella cercana a la secuencia principal.
Por su parte, la actual estrella secundaria prácticamente ha agotado el hidrógeno en su núcleo, y se piensa que es una estrella mucho más evolucionada.
Con una masa inicial en torno a 1,5 masas solares, perdió probablemente la mayor parte de su masa a lo largo de su evolución, siendo una gran parte de esta masa transferida a la actual primaria.
Consecuencia de este proceso es su reducida masa actual, comprendida entre 0,14 y 0,18 masas solares.
En un futuro, tras perder una fracción grande de su momento angular, este sistema binario puede evolucionar hacia una variable FK Comae Berenices.
AW Ursae Majoris es una binaria eclipsante del tipo W Ursae Majoris.
Su brillo varía entre magnitud aparente varía entre +6,83 y +7,13 a lo largo del período de 0,4387 días.